# Blasikanda
Blasikanda er en eksperimentalfilm fra 1984 instrueret af Line Storm.

## Handling
Filmen er en blanding af nøje planlægning og spontane optagelser. Navnet er en lyd, en rytme og det er filmens ide at være som livets strøm i evigt kredsløb og bevægelse. Den er et stykke poesi og et forsøg på, billedligt, at vise ind i det ubevidste som et vigtigt led i bevidstgørelsen af balancen mellem liv og død. Kampen for at beskytte det livgivende mod destruktion.